# Вобашо (Минесота)
Вобашо (енгл. Wabasha) град је у америчкој савезној држави Минесота.

## Демографија
По попису из 2010. године број становника је 2.521, што је 78 (-3,0%) становника мање него 2000. године.
| Група             | 2000.         | 2010.         |
| Белци             | 2.539 (97,7%) | 2.398 (95,1%) |
| Афроамериканци    | 18 (0,7%)     | 21 (0,8%)     |
| Азијати           | 4 (0,2%)      | 5 (0,2%)      |
| Хиспаноамериканци | 8 (0,3%)      | 58 (2,3%)     |
| Укупно            | 2.599         | 2.521         |